# Bismarck (1921-1923)
Bismarck was een klein Duits motorfietsmerk dat tussen 1921 en 1923 148cc-, 1½pk-eencilinderzijkleppers maakte.
Er was geen relatie met Bismarck in Radevormwald.
In de jaren twintig ging Duitsland gebukt onder de herstelbetalingen na de Eerste Wereldoorlog. Bovendien waren veel fabriekjes brodeloos geworden doordat de oorlogsproductie wegviel. Men zocht naar vervangende producten om de gedane investeringen terug te verdienen en het bedrijf drijvende te houden. Juist de opkomende motorfietsindustrie leek daarvoor uitermate geschikt, temeer omdat er vele tientallen inbouwmotoren beschikbaar waren. Men hoefde nog slechts een geschikt frame te maken of in te kopen om een eigen motorfietsproductie op te starten. 
Honderden bedrijfjes kwamen echter op dezelfde gedachte, maar ook grotere firma's als de Bayerische Flugzeugwerke (de vliegtuigindustrie was verboden) en een fabrikant van ontstekers, Zündapp. De overlevingskans voor kleine fabriekjes als "Bismarck" was erg klein.